# Asymbolus parvus
Asymbolus parvus är en hajart som beskrevs av Compagno, Stevens och Last 1999. Asymbolus parvus ingår i släktet Asymbolus och familjen rödhajar. IUCN kategoriserar arten globalt som livskraftig. Inga underarter finns listade.

## Bildgalleri

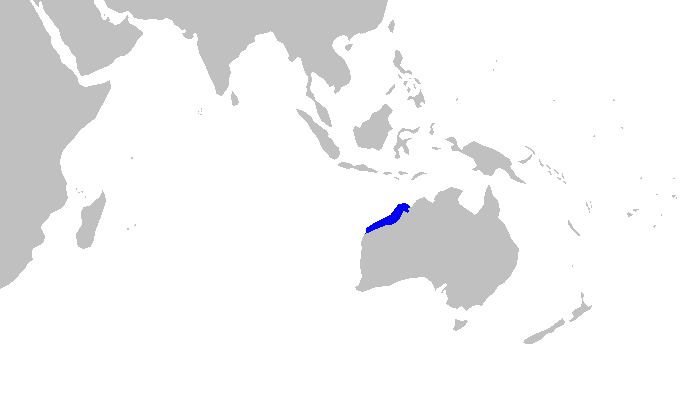